# 名古屋シティエフエム
株式会社名古屋シティエフエム（なごやシティエフエム）は、愛知県名古屋市中村区、海部郡大治町、甚目寺町（現・あま市）の各一部地域を放送区域とする超短波放送（FM放送）をしていた一般放送事業者（現・民間特定地上基幹放送事業者）である。
SHANANA! FM（シャナナエフエム）の愛称でコミュニティ放送をしていた。

## 概要
1998年（平成10年）開局。放送エリアは名古屋市とその周辺市町村
2005年（平成17年）頃に事務所は中村区内で、スタジオは名古屋市中区へそれぞれ移転した。LRホールディングス（現・流行発信ホールディングス）の系列会社で、よく同社の雑誌CheekのCMが流れていた。ニュースは、はじめこの地方では珍しく朝日新聞からの供給であったが、のちに読売新聞に移行した。
2008年（平成20年）6月13日廃局。なお、東区において同年8月20日より同じ周波数を使って開局するMID-FM（ミッドエフエム）に50%出資した上で再出発を果たしている。
番組
生活番組を中心に世代をしぼり込んだ構成をしていた。
- 月曜 - 木曜の番組表[2]
- 金曜 - 日曜の番組表[3]

沿革
- 1998年（平成10年）
  - 3月 - 株式会社名古屋シティエフエム設立。
  - 3月30日 - 放送局（現・特定地上基幹放送局）の予備免許を取得。
  - 4月17日 - 放送局の免許を取得。
  - 4月23日 - 開局。
- 2008年（平成20年）
  - 5月13日 - 6月13日をもって廃止すると届出。
  - 6月13日 - 廃局。放送期間は3,705日間であった。
  - 8月20日 - MID-FMが開局。

## 廃局の理由
開局当初に比べ、名古屋駅周辺に多くの超高層ビルディングが建築されたことで電波の到達範囲が狭まり聴取者減が見込まれることや、広告出稿が減少し収入減が響いたことを理由としている。